# Федерація футболу Гвінеї-Бісау
Федерація футболу Гвінеї-Бісау (порт. Federação de Futebol da Guiné-Bissau) — організація, що здійснює контроль і управління футболом у Гвінеї-Бісау. Розташовується в Бісау. ФФГБ заснована в 1974 році, вступила в ФІФА і КАФ в 1986 році. У 1975 році стала членом-засновником Західноафриканського футбольного союзу. Федерація організовує діяльність і управляє національними збірними з футболу (чоловічого, жіночого та молодіжними). Під егідою федерації проводиться чемпіонат країни і багато інших змагань.